# Бельгия на летних Олимпийских играх 1936
Бельгия принимала участие в Летних Олимпийских играх 1936 года в Берлине (Германия) в восьмой раз за свою историю, и завоевала две бронзовые медали. Сборная страны состояла из 150 спортсменов (145 мужчин, 5 женщин), принявших участие в соревнованиях по 15 видам спорта.

## Медалисты
| Медаль | Спортсмен                                             | Вид спорта  | Дисциплина                        |
| ------ | ----------------------------------------------------- | ----------- | --------------------------------- |
| Бронза | Огюст Гарребек Арман Путзейс Жан-Франсуа ван дер Мотт | Велоспорт   | Мужчины, командная гонка по шоссе |
| Бронза | Команда                                               | Водное поло | Мужчины                           |

## Результаты соревнований

### Академическая гребля
Соревнования в академической гребле на Играх 1936 года проходили с 11 по 14 августа. В следующий раунд из каждого заезда проходили несколько лучших экипажей (в зависимости от раунда и дисциплины). В финал выходили 6 сильнейших экипажей.
Мужчины
| Соревнование | Спортсмены                   | Предварительный заезд | Предварительный заезд | Предварительный заезд | Отборочный заезд | Отборочный заезд | Отборочный заезд | Полуфинал     | Полуфинал     | Полуфинал     | Финал                 | Финал                 |
| Соревнование | Спортсмены                   | Заезд                 | Время                 | Место                 | Заезд            | Время            | Место            | Заезд         | Время         | Место         | Время                 | Место                 |
| ------------ | ---------------------------- | --------------------- | --------------------- | --------------------- | ---------------- | ---------------- | ---------------- | ------------- | ------------- | ------------- | --------------------- | --------------------- |
| двойки       | Франс Тиссен Эдмонд ван Херк | 1                     | 7:38,1                | 3                     | 3                | 9:33,1           | 3                | не проводится | не проводится | не проводится | завершили выступление | завершили выступление |